# Villa Kolmo

Villa Kolmo (även Ateljéhuset) är en byggnad intill sjön Magelungen vid Nordmarksvägen 6E i Farsta strand, södra Stockholm. Huset är en stor trävilla som uppfördes 1904 för grosshandlaren Johan Wilhelm Andersson. Byggnaden är en av de få kvarvarande villorna i Södertörns villastad och nyttjas i dag som ateljé av en konstnärsförening, därav namnet ”Ateljéhuset”. 

## Byggnadsbeskrivning
Villan är en 350 m² stor tvåvåningsbyggnad med inredd vind. Fasaderna präglas av rika fasadutsmyckningar med så kallad snickarglädje. Sockeln består av natursten. Våning en trappa samt gavelrösten är klädda i vitmålat spån och har vita listverk, vindskivor, snickerier och dekorativa foder. Bottenvåningens fasader är rödmålade. 
Huset har hela fem frontespiser med sadeltak; en på vardera fasad mot norr, öster, söder, två stycken på fasad mot väster. Yttertaket är ett valmat sadeltak, täckt med rött lertegel och krönt av två skorstenar klädda med plåt. På verandans tak finns en vindflöjel i smide som är utformad som en drake och bär årtalet 1904. På tomten finns tre ekonomibyggnader från sent 1910-tal.

## Huset i dag
År 1963 var huset moget för rivning eftersom det hade stått tomt några år, och var svårt vandaliserat. Då slöt sig tio konstnärer samman, tog kontakt med Stockholms stad (som ägde fastigheten) och fick hyra huset. De genomförde sedan en omfattande upprustning och renovering av villan och grundade där ”Ateljéhuset Farsta Strand”.

## Bilder

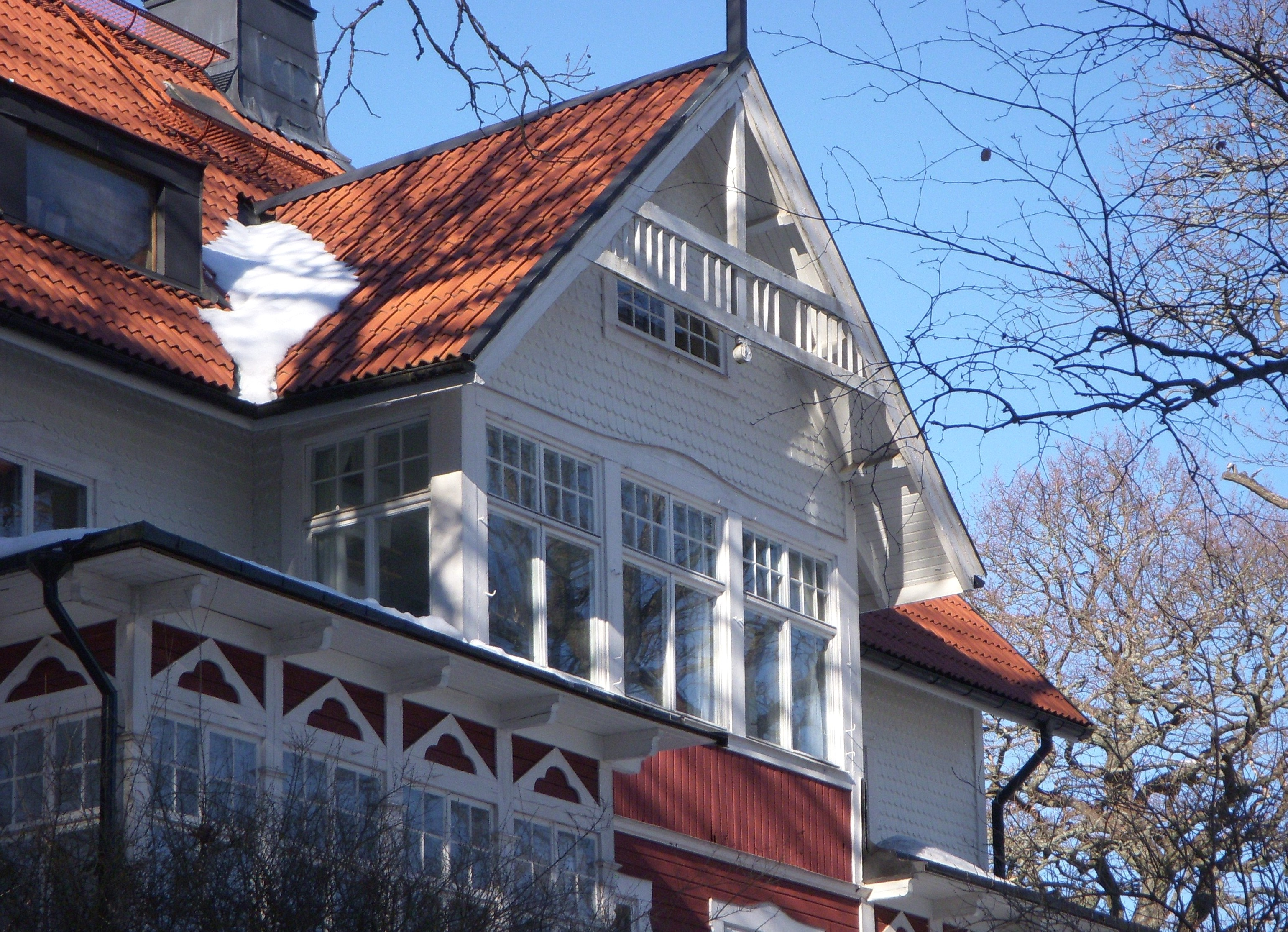
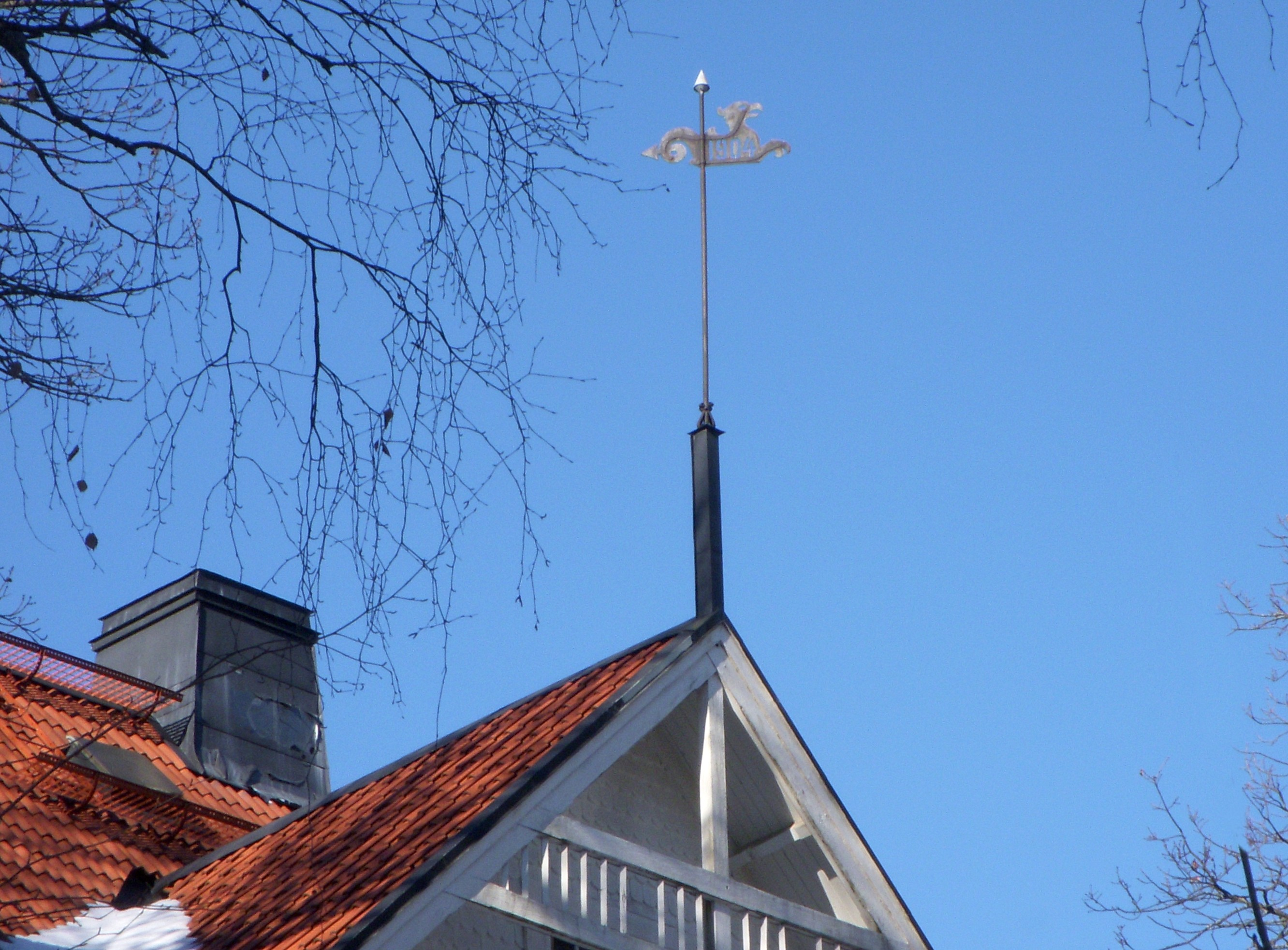
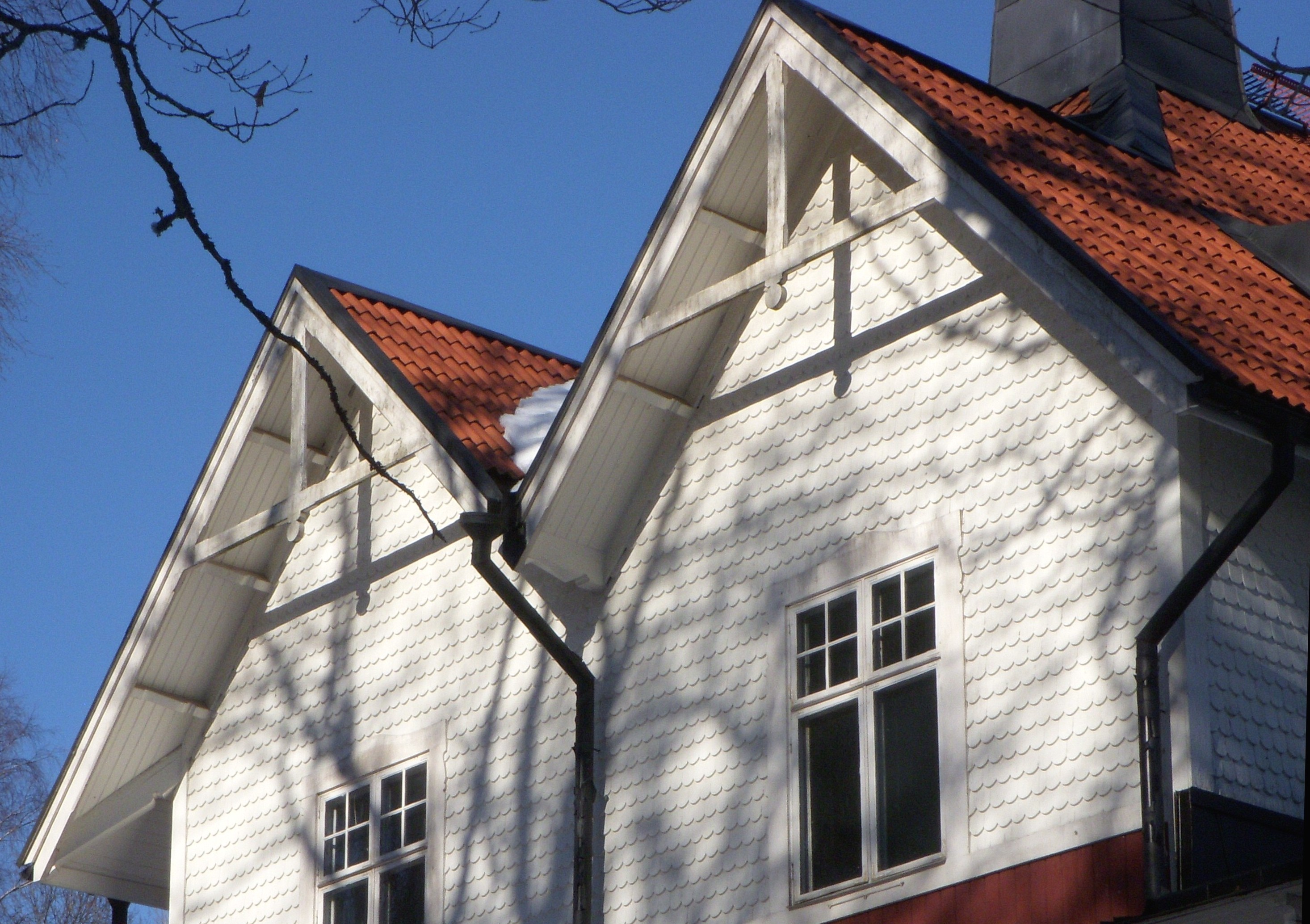
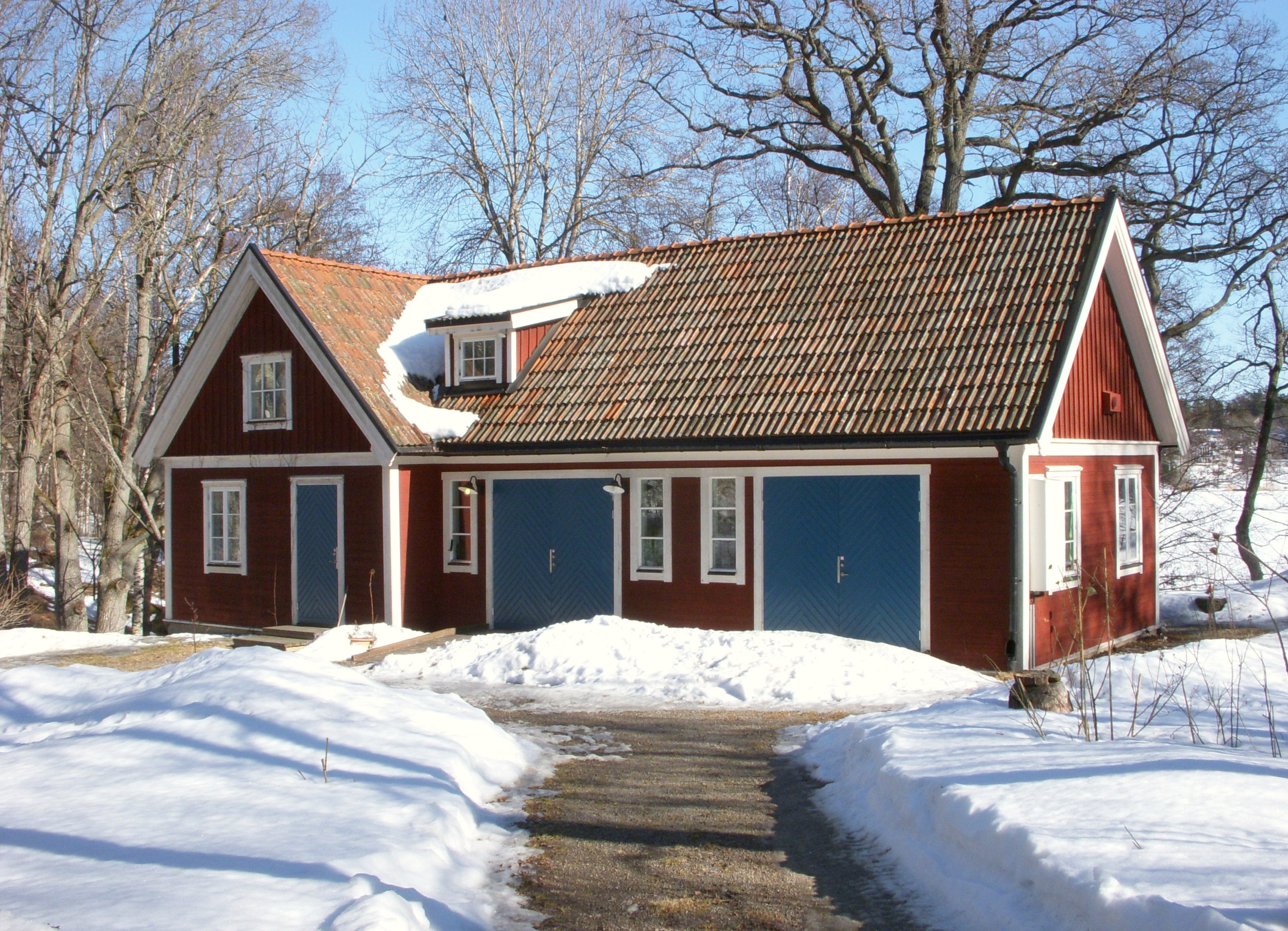